# Dawid Kucharski
Pour les articles homonymes, voir Kucharski.
Dawid Kucharski, né le 19 novembre 1984 à Kostrzyn nad Odrą, est un footballeur polonais qui évolue au poste de défenseur.

## Biographie
Durant l'été 2012, il signe en faveur du Pogoń Szczecin. En octobre 2012, en commun accord avec son club, il démissionne.

## Carrière
- 2002-2006 :  Amica Wronki
- 2006-2009:  Lech Poznań
- 2009-2011 :  Heart of Midlothian
- 2011-oct. 2012 :  Pogoń Szczecin[2]

### Palmarès
- Vainqueur de la Coupe de Pologne : 2009